# .ad
‎.ad‏ دامنه اینترنتی کشور آندورا است.